# Oluwasina Abe
Oluwasina Sunday Abe (Lagos, 4 aprile 1991) è un ex calciatore nigeriano, di ruolo difensore o centrocampista.

## Carriera

### Club
Il 30 agosto 2017 viene acquistato a titolo definitivo dalla squadra albanese del Teuta.
In carriera ha giocato complessivamente 6 partite nella CAF Champions League.

### Nazionale
Ha partecipato ai Mondiali Under-20 del 2009.